# Valeriana radicalis
Valeriana radicalis är en kaprifolväxtart som beskrevs av Dominique Clos. Valeriana radicalis ingår i släktet vänderötter, och familjen kaprifolväxter. Inga underarter finns listade i Catalogue of Life.